# 时钟塔 (伯尔尼)

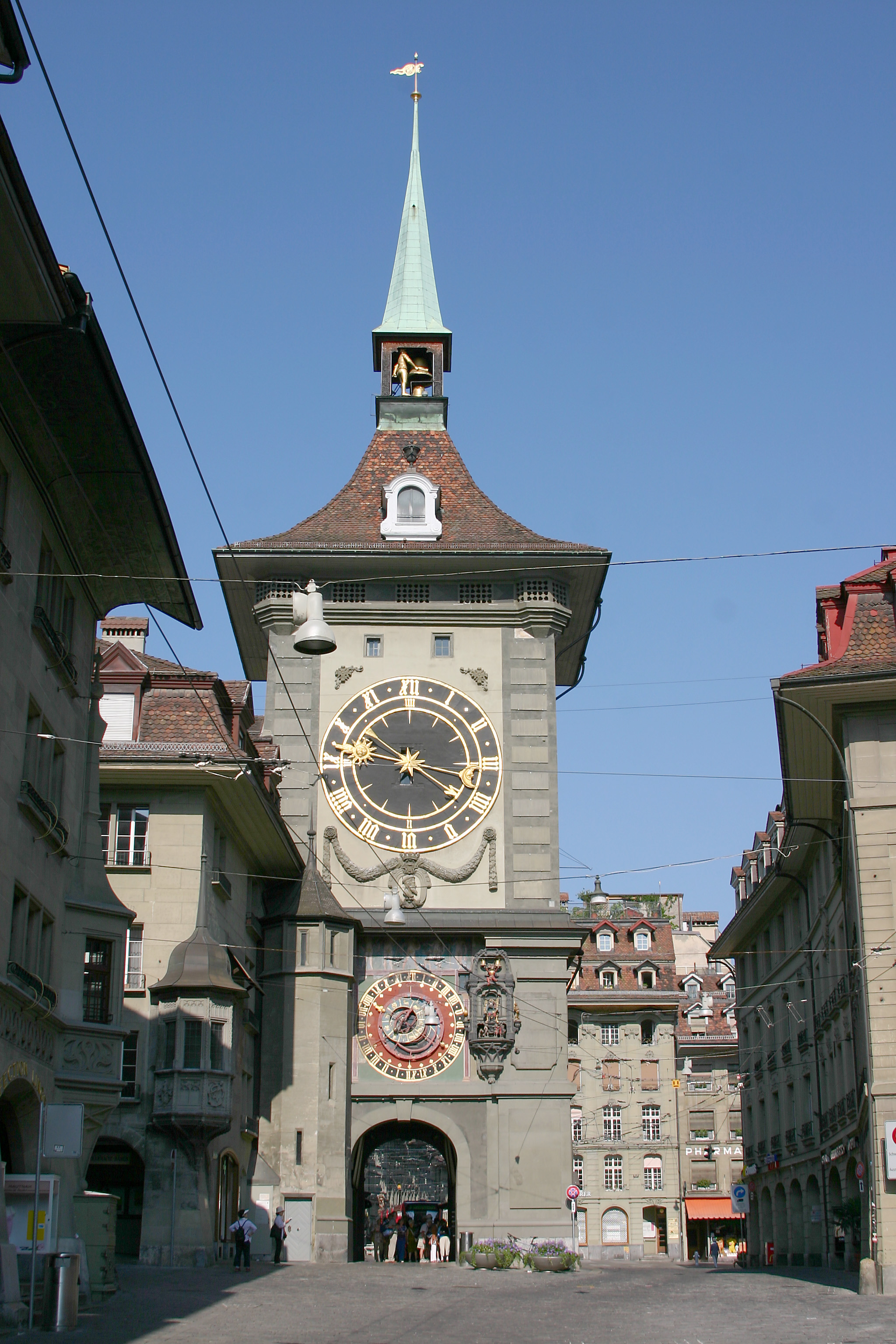
时钟塔

时钟塔（德語：Zytglogge）是瑞士首都伯尔尼的一座中世纪塔楼。它建于13世纪初，曾经先后作为城门守卫塔、监狱、钟楼， 城市生活和公民纪念中心。
时钟塔已经存在了800年，尽管经历了多次整修，钟塔及其15世纪天文钟，仍是伯尔尼最知名的象征，一个主要的旅游景点。它被列为瑞士国家财产，是世界遗产项目伯尔尼老城的一部分。

## 历史

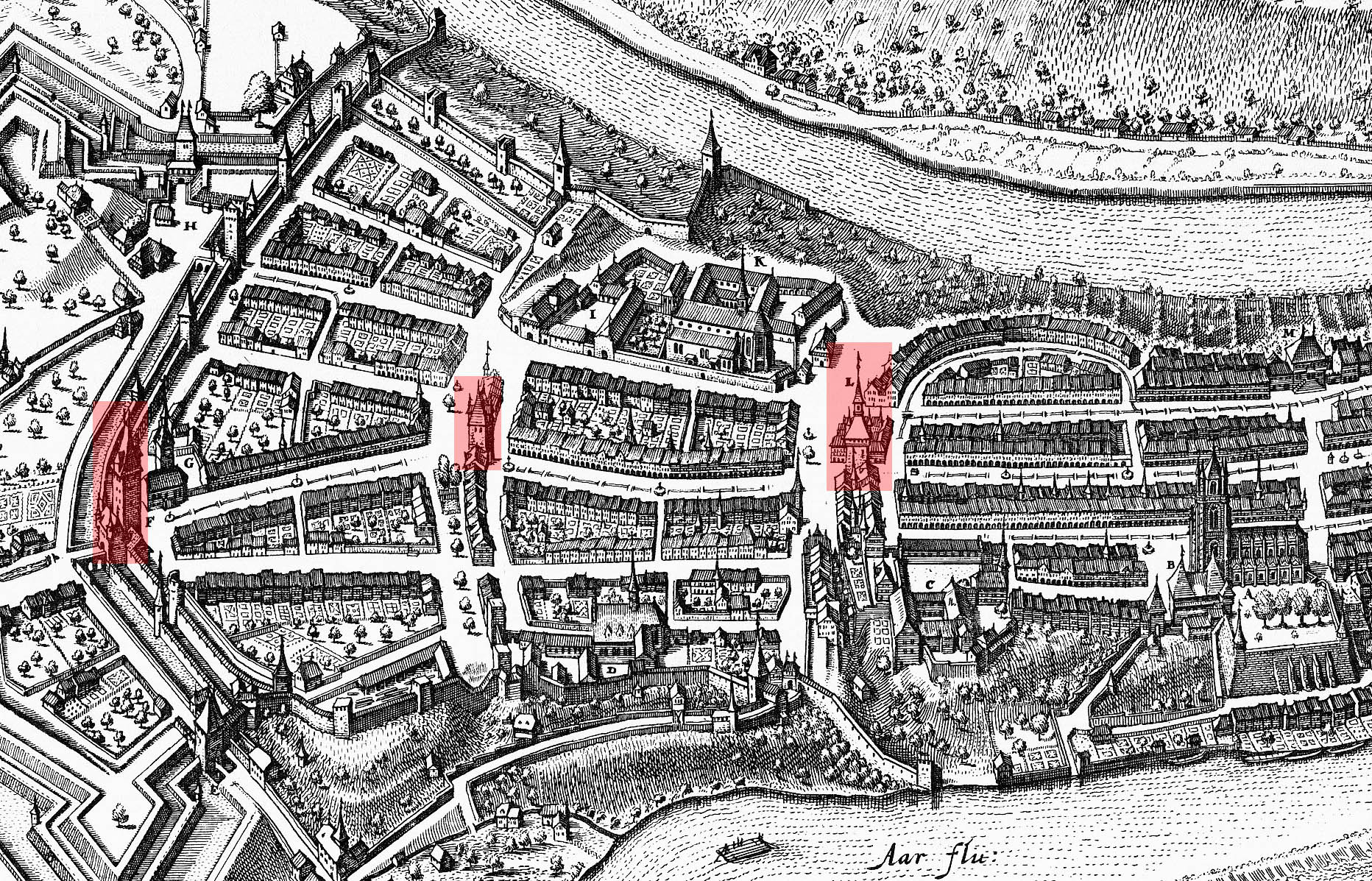
1638年伯尔尼的三座中世纪守卫塔，从左向右：克里斯托费尔塔、狱塔、时钟塔 (See full map)

时钟塔建于1218–1220年，最初为伯尔尼城西面的城门守卫塔。伯尔尼从神圣罗马帝国事实独立以后，城市向西扩展，修建此守卫塔。当时，时钟塔是一个矮胖的建筑，高度只有16米。城市快速成长，1270–75年左右，城墙也向西扩展到狱塔一线，时钟塔退居二线地位，并且加高了7米，以便俯瞰周围的房屋。
1344–46年，西面的城墙再次向西扩展到现已不存在的克里斯托费尔塔(Christoffelturm)，时钟塔改为女子监狱，尤其是关押“神父的妓女”(Pfaffendirnen)，因与神职人员发生性关系而被定罪的妇女。 当时，时钟塔获得了第一个斜屋顶。